# 維德博爾
50°32′46″N 28°49′25″E / 50.54611°N 28.82361°E
維德博爾（羅馬化：Vydybor）是烏克蘭北部的村莊，隸屬日托米爾州的日托米爾區。該村始建於1611年，面積3.23平方公里，海拔高度206米，2001年人口653。